# Klim Kostin
Klim Sergejevitj Kostin, ryska: Клим Сергеевич Костин, född 5 maj 1999, är en rysk professionell ishockeyforward som är kontrakterad till St. Louis Blues i National Hockey League (NHL) och spelar för San Antonio Rampage i American Hockey League (AHL). Han har tidigare spelat för HK Dynamo Moskva i Kontinental Hockey League (KHL); Dynamo Balasjicha i Vyssjaja chokkejnaja liga (VHL) och HK MVD i Molodjozjnaja chokkejnaja liga (MHL).
Kostin draftades av St. Louis Blues i första rundan i 2017 års draft som 31:a spelare totalt.

## Statistik
| 2015–2016  | HK MVD              | MHL        | 30  | 8  | 13 | 21 | 74  | — | — | — | — | — |
| 2016–2017  | HK Dynamo Moskva    | KHL        | 8   | 0  | 0  | 0  | 27  | — | — | — | — | — |
|            | Dynamo Balasjicha   | VHL        | 9   | 1  | 0  | 1  | 4   | — | — | — | — | — |
|            | HK MVD              | MHL        | 1   | 0  | 1  | 1  | 2   | — | — | — | — | — |
| 2017–2018  | San Antonio Rampage | AHL        | 67  | 6  | 22 | 28 | 72  | — | — | — | — | — |
| 2018–2019  | San Antonio Rampage | AHL        | 66  | 10 | 14 | 24 | 102 | — | — | — | — | — |
| 2019–2020  | St. Louis Blues     | NHL        | 1   | 0  | 0  | 0  | 0   | — | — | — | — | — |
|            | San Antonio Rampage | AHL        | 14  | 3  | 5  | 8  | 10  | — | — | — | — | — |
| NHL totalt | NHL totalt          | NHL totalt | 1   | 0  | 0  | 0  | 0   | — | — | — | — | — |
| AHL totalt | AHL totalt          | AHL totalt | 147 | 19 | 41 | 60 | 184 | — | — | — | — | — |
| MHL totalt | MHL totalt          | MHL totalt | 31  | 8  | 14 | 22 | 76  | — | — | — | — | — |

### Internationellt
| Källa: Uppdaterad: 2019-11-17 | Källa: Uppdaterad: 2019-11-17 | Källa: Uppdaterad: 2019-11-17 |         | Utv = Utvisningsminuter | Utv = Utvisningsminuter | Utv = Utvisningsminuter | Utv = Utvisningsminuter | Utv = Utvisningsminuter |
| År                            | Lag                           | Mästerskap                    | Matcher | Mål                     | Assists                 | Poäng                   | Utv                     |                         |
| ----------------------------- | ----------------------------- | ----------------------------- | ------- | ----------------------- | ----------------------- | ----------------------- | ----------------------- | ----------------------- |
| 2016                          | Ryssland                      | U18                           | 5       | 0                       | 4                       | 4                       | 4                       |                         |
| 2016                          | Ryssland                      | Ivan Hlinka                   | 5       | 4                       | 3                       | 7                       | 29                      |                         |
| 2018                          | Ryssland                      | JVM                           | 5       | 5                       | 3                       | 8                       | 2                       |                         |
| 2019                          | Ryssland                      | JVM                           | 7       | 3                       | 3                       | 6                       | 10                      |                         |
| Junior totalt                 | Junior totalt                 | Junior totalt                 | 22      | 12                      | 13                      | 25                      | 45                      |                         |